# Гольф-клуб (фильм)
«Гольф-клуб» (англ. Caddyshack — «Сарай для кэдди») (1980) — американская спортивная комедия, режиссёрский дебют Гарольда Рэмиса. В главных ролях снялись Чеви Чейз, Родни Дэнджерфилд, Тед Найт и Синди Морган. В 1988 году вышел сиквел картины.
Занимает 92-е место в списке «100 киноцитат» («История Золушки. Из ниоткуда. Бывший гринскипер сейчас собирается стать чемпионом „Masters“. Похоже на чудо… И это в дыре! В дыре! В дыре!») и 7-е место в «10 лучших фильмов о спорте» списка «10 фильмов из 10 жанров»

## Сюжет
Дэнни Нунан (Майкл О’Киф), выходец из многодетной семьи, работает в высококлассном частном загородном клубе «Бушвуд», где пытается заработать денег для учёбы в колледже, дабы не работать на лесном складе с отцом. Плейбой Тай Уэбб (Чеви Чейз), сын одного из соучредителей клуба, наслаждается жизнью и учит Дэнни её тонкостям.
Гольф-площадку терроризирует суслик. Смотритель поля поручает своему похотливому помощнику Карлу Спаклеру избавиться от вредителя. После внезапной смерти владельца стипендии клуба на неё открывается вакансия. Клуб посещает судья Элиу Смэйлз, соучредитель, привёдший с собой внука Сполдинга, не любящего гольф. Темнокожий работник в отместку за высокомерный характер судьи портит тому туфли. Судья знакомит членов клуба со своей племянницей Лейси. Мяч эксцентричного Эла Червика случайно попадает Смайлзу в пах. Тому не нравится, что Червик пронёс на площадку музыкальную колонку, спрятанную в сумку для клюшек.
Спаклер любящий говорить сам с собой, пускает в сусличью нору воду. Из поля вырывается множество фонтанчиков. Епископ Пикеринг говорит с Дэнни о возможности вступления в клуб, но узнав, что тот не католик, прекращает разговор. Дэнни и буфетчица Мэгги назначают свидание после смены. Смайлз проигрывает Червику тысячу долларов, промахнувшись мимо лунки почти в упор. В гневе тот бросает её и попадает в жену одного из игроков.
Спаклер решает застрелить грызуна из снайперской винтовки. На званом вечере официант заглядывается на Лецси и накладывает целую тарелку сливочного масла. Шеф-повар приходит в ярость, услышав, что судья назвал еду «паршивой жратвой». Червик, душа компании, подшучивает над посетителями. Спаклер в камуфляже выцеливает суслика. Тай и Лейси обсуждают свои увлечения и флиртуют друг с другом. Спаклер промахивается по животному, пуля разбивает фонарь рядом с парочкой. Червик заказывает более живую музыку и приглашает на танец миссис Смайлз. Судья выказывает тому своё пренебрежение.
Тай забивает пять мячей подряд, промахиваясь шестым. После победы над своим соперником Д’Аннунцио Смайлз подмечает усердие Дэнни и приглашает того подстричь свой газон, дабы подзаработать, а затем посетить вечеринку в яхт-клубе. Освободившись проводит время с Мэгги.
Игривая молодёжь врывается в бассейн. Всеобщее внимание приковывается к Лейси в обтягивающем чёрном купальнике. В воде исполняется своеобразный номер, вышку со смотрителем сбрасывают в бассейн. Пришедшая миссис Смайлз, видя снявшую лифчик девушку и обнимающего племянницу Д’Аннунцио, выгоняет купающихся. Из-за упавшего мороженого, принятого за фекалии, бассейн вычищают. Один из дезинфекторов съедает его на глазах супругов и миссис Смайлз падает в обморок. Вечером Тай угощает Лейси выпивкой, они купаются в басейне, плейбой делает девушке массаж.
В яхт-клубе Лейси курит травку. Миссис Смайлз делает комплимент Дэнни, одетом в китель и фуражку. Судья читает стихотворение собственного сочинения перед спуском шлюпки на воду. Миссис Сполдинг случайно разбивает нос судна бутылкой шампанского. Лесли флиртует с Дэнни. Эл Червик со своей яхты смеётся над Смайлзом. Зацепившийся крючком рыбак устремляется за судном. Проносящиеся мимо люди падают с гидроциклов. Яхта сносит рыбачью лодку, затем сцену, после чего останавливается перед судном судьи и якорем пробивает в нём дно.
Лейси и Дэнни занимаются сексом. Их застаёт судья и пытается прибить парня клюшкой. Тот запирается и одевается в ванной, где застаёт моющуюся миссис Смайлз, взглядом делающей ему комплимент. Спаклер, представляющий себя известным игроком, сбивает цветы клюшкой, его прерывает епископ, забивающий сначала с дальнего расстояния, затем кручёным с ближнего. Спешащий от непогоды член клуба говорит, что тот заключил сделку с Дьяволом. Начинается ливень, но Пикеринг решает продолжить лучшую игру своей жизни. Из третьей лунки выпрыгивает лягушка. Четвёртый раз тот промахивается и кричит в небо «Будь ты проклят!», после чего в него попадает молния.
Мэгги говорит Дэнни, что беременна, после чего закатывает истерику. Смайлз вызывает Дэнни и сообщает, что во благо закона однажды приговорил паренька, который младше него, к газовой камере, после чего они мирятся, и судья решает поспособствовать пареньку в получении стипендии.
Вечером напившийся епископ говорит, что Бога нет. Входит Эл Червик, что приводит судью в ярость. На его слова о том, что Червик никогда не станет членом клуба, тот парирует, что может купить «Бушвуд». Дэнни замечает на поле скачущую от радости Мэгги в ночной сорочке: та говорит, что не беременна. Червик предлагает судье пари на деньги, сумма поднимается с десяти до сорока тысяч.
Суслик замечает, как Спаклер в сарае лепит животных, заполненных взрывчаткой. Тай случайно разбивает окно Карла мячом. Спаклер говорит ему, что намеревается стать смотрителем поля через шесть лет, и даёт Уэббу косяк и выпивку.
Утром Тай и Червик въезжают на поле на машине. Начинается турнир. Арбитр предупреждает, что игра на деньги противоречит правилам клуба, и просит снять с него ответственность. По жребию судья начинает первым. Остальные делают ставки. Спаклер закладывает взрывчатку в норки. Суслик крадёт мяч Червика. Эл, выбив кусок дёрна, признаётся, что это худшая игра в его жизни. Арбитр выигрывает ставки работников. Ставка поднимается до сорока тысяч. Суслик замечает вылепленного зайца с проводом. Червик делает вид, что сломал руку отрикошетившим мячом. На замену Тай берёт Дэнни, который играет против судьи, показывая, что его протекция в получении стипендии ему не нужна. Мяч Уэбба попадает птице в клюв.
Настаёт черёд последней лунки. Партнёр Смайлза промахивается. Судья забивает своей счастливой клюшкой «Билли». Уэбб также мажет. Перед ударом Дэнни Червик удваивает ставку. Окинув зрителей взглядом, Нунан примеривается. Мяч немного не докатывается. Смайлз радуется. Внезапно раздаётся взрыв, арбитр фиксирует забитый от тряски мяч. Разъярённый судья отказывается платить и убегает от людей Червика. Из норки появляется кашляющий суслик, начинающий танцевать.

## В ролях
- Чеви Чейз — Тай Уэбб
- Родни Дэнджерфилд — Эл Червик
- Тед Найт — судья Элиу Смайлз
- Майкл О’Киф — Деннис «Дэнни» Нунан
- Альберт Салми — мистер Нунан
- Билл Мюррей — Карл Спаклер, помощник смотрителя поля
- Сара Холкомб — Мэгги О'ХУлиган, буфетчица
- Синди Морган — Лейси Андеролл, племянница судьи
- Генри Вилкоксон — епископ Фред Пикеринг

## Отзывы
На сайте Rotten Tomatoes картина имеет рейтинг 75 % на основе 51 отзыва. Роджер Эберт дал фильму две с половиной звезды из четырёх.